# Stretto Ėkarma
Lo stretto Ėkarma (in russo пролив Экарма) è un braccio di mare nell'oceano Pacifico settentrionale, nella catena delle isole Curili, che separa l'isola di Ėkarma da Šiaškotan. Si trova nel Severo-Kuril'skij rajon dell'oblast' di Sachalin, in Russia. 

## Geografia
Lo stretto Ėkarma si collega a nord-est con lo stretto di Severgin. Ha una larghezza minima di 8 km ed è lungo circa 25 km. La profondità massima è di oltre 900 m. Le coste sono ripide e montuose. Presso la sponda sud-orientale (isola di Šiaškotan) si trova lo scoglio Bašmak (скала Башмак), in corrispondenza di capo Bašmačnyj (мыс Башмачный).